# Уинн, Эмили
Эмили Уинн (англ. Emily Winn; 14 мая 1987, Бель-Вернон, Пенсильвания) — американская футболистка, нападающая.

## Биография
Занималась футболом в команде школы Бель-Вернон и колледжа Вестминстер.
В 2010 году вместе с группой игроков из США перешла в российский клуб «Энергия» (Воронеж). Дебютный матч в чемпионате России сыграла 8 мая 2010 года против клуба «Измайлово», заменив на 26-й минуте свою соотечественницу Джейми Белл. Всего в высшей лиге России сыграла 12 матчей и стала со своим клубом серебряным призёром чемпионата.
После возвращения в США завершила игровую карьеру. В 2012—2013 годах работала тренером команды девочек «Стилтаун Мэджик». Затем работала преподавателем английского языка в США, участвовала в волонтёрских программах в Македонии.

## Личная жизнь
Родители — Гай и Пола Уинн, есть брат.